# Джованні Віола
Джованні Віола (італ. Giovanni Viola, * 20 червня 1926, Сан-Беніньо-Канавезе — † 7 липня 2008, Турин) — колишній італійський футболіст, воротар.
Насамперед відомий виступами за клуб «Ювентус», а також національну збірну Італії.
Триразовий чемпіон Італії. 

## Клубна кар'єра
Вихованець футбольної школи клубу «Ювентус». Дорослу футбольну кар'єру розпочав 1945 року в основній команді того ж клубу, в якій провів один сезон, взявши участь лише у 2 матчах чемпіонату. 
Згодом з 1946 по 1949 рік грав на умовах оренди у складі команд клубів «Каррарезе», «Комо» та «Луккезе-Лібертас».
1949 року тренерський штаб «Ювентуса» знову звернув увагу на вихованця клубу і повернув його до Турина. Цього разу гравець відіграв за «стару синьйору» наступні дев'ять сезонів своєї ігрової кар'єри. Більшість часу, проведеного у складі «Ювентуса», був основним голкіпером команди. За цей час тричі виборював титул чемпіона Італії.
Завершив професійну ігрову кар'єру у клубі «Брешія», за команду якого виступав протягом 1958—1959 років.

## Виступи за збірні
З 1949 по 1950 рік  захищав кольори другої збірної Італії, у складі якої провів 4 матчі.
1954 року дебютував в офіційних матчах у складі національної збірної Італії. Протягом кар'єри у національній команді, яка тривала усього 3 роки, провів у формі головної команди країни 11 матчів. У складі збірної був учасником чемпіонату світу 1954 року у Швейцарії.

## Титули та досягнення
- Чемпіон Італії (3):

«Ювентус»:  1949–50, 1951–52, 1957–58